# Kunstteen van Tabaketenmut

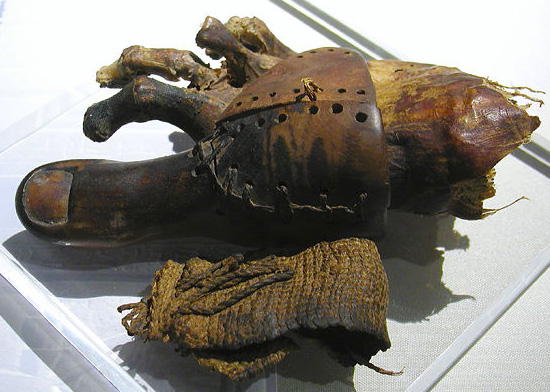
De kunststeen van Tabaketenmut

De kunstteen van Tabaketenmut is een artefact afkomstig uit een graftombe in een necropolis bij Thebe in Egypte. Het object bevindt zich in het Egyptisch Museum in Caïro.
Het object bestaat uit twee houten onderdelen en een onderdeel van leer. De kunstteen werd in situ gevonden en was bevestigd aan de rechtervoet van een gemummificeerde vrouw die haar grote teen was verloren, vermoedelijk als gevolg van gangreen. De vrouw is geïdentificeerd als Tabaketenmut, de dochter van een priester. Zij leefde vermoedelijk tussen 950 en 710 v.Chr.
Op basis van de gedetailleerdheid van de kunstteen is gesuggereerd dat deze kunstteen bedoeld was als prothese, en niet als vervolmaking van een lichamelijke onvolkomenheid bij het proces van mummificeren, na het overlijden van de vrouw. In een experimenteel archeologisch onderzoek is de kunstteen nagemaakt en getest door vrijwilligers die hun grote teen misten. Bij deze test droegen ze ook nagemaakte Egyptische sandalen. De vrijwilligers gaven aan dat de teen comfortabel was en goed functioneerde.